# Geminorhabdus simulans
Geminorhabdus simulans är en skalbaggsart som först beskrevs av Schmidt 1889.  Geminorhabdus simulans ingår i släktet Geminorhabdus och familjen stumpbaggar. Inga underarter finns listade i Catalogue of Life.